# 山野豌豆楔孢黑粉菌
山野豌豆楔孢黑粉菌（学名：Thecaphora viciae-amoenae）是属于黑粉菌目黑粉菌科楔孢黑粉菌属的一种真菌，寄生在山野豌豆上。该种分布于中国、日本。